# Käthe-Kollwitz-Gymnasium (Zwickau)
Das Käthe-Kollwitz-Gymnasium (KKG) Zwickau ist ein staatliches Gymnasium in städtischer Trägerschaft. Die Ausbildung führt in acht Jahren (Klassen 5 bis 12) zum Abitur.

## Lage
Das KKG befindet sich in der Lassallestraße unweit des Stadtzentrums am Anfang der Nordvorstadt. Direkt an der Westseite führt die Crimmitschauer Straße vorbei, wo sich gegenüber auf der anderen Straßenseite der große Zwickauer Hauptfriedhofspark anschließt. Unmittelbar nördlich des Gebäudekomplexes liegt die durch die Bauhausarchitektur geprägte Zwickauer Pestalozzischule. Weiter nördlich schließen sich in unmittelbarer Nähe das August-Horch-Museum im ehemaligen Audi-Werk und das ehemalige Horch-Werk an.

## Geschichte

### Königlich-Sächsisches Lehrerseminar

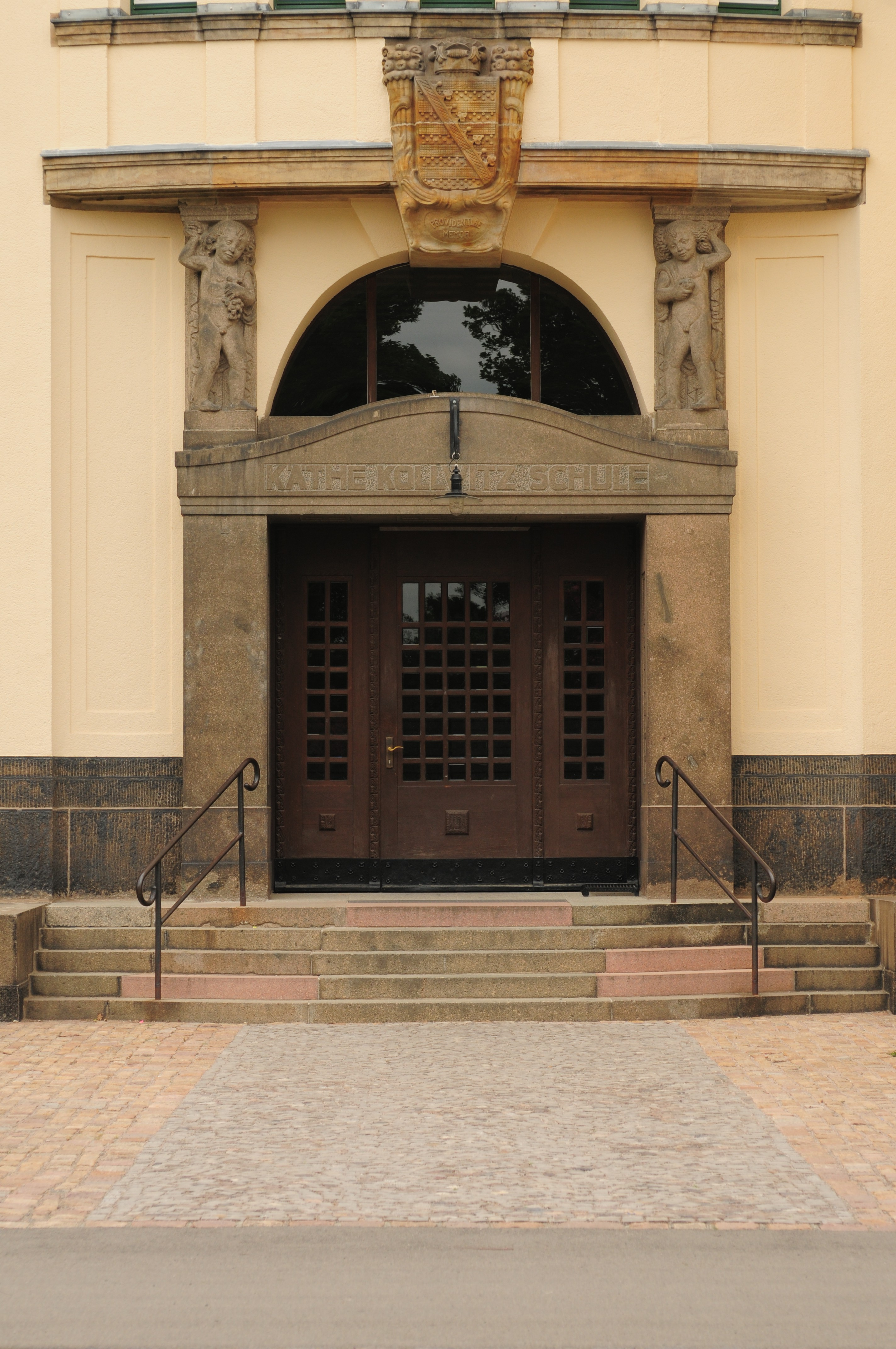
Portal am Gebäude des früheren Lehrerseminars (heute KKG) mit sächsischem Staatswappen und Leitspruch des Königshauses

Das repräsentative Gebäude wurde von 1909 bis 1912 nach Plänen des Baurates Paul Kemlein und dem ihm zugeteilten Bauamtmann Dr. Kramer als Königlich-Sächsisches Lehrerseminar im versachlichten Jugendstil errichtet. Es ist zugleich die eigentliche Wurzel der ehemaligen Pädagogischen Hochschule Zwickau, die nach dem Beitritt der Neuen Bundesländer zur Bundesrepublik Deutschland abgewickelt und der damaligen TU Chemnitz-Zwickau angegliedert wurde.
Das Gebäude wurde im April 1912 mit einer würdigen Zeremonie eröffnet. Das Staatswappen Sachsens mit dem Leitspruch Providentiae Memor – (Der Vorsehung eingedenk) des sächsischen Königshauses über dem Portal zeugt von der Wertschätzung der königlichen Landesregierung in Dresden für das traditionelle Bildungsbestreben der Kreishauptmannschaft Zwickau. Das Ziel der Einrichtung war die Aus- und Weiterbildung von Referendaren und Lehrern für die Königlich-Sächsischen Schulen.

### Deutsche Oberschule
Infolge der Revolution nach dem Ersten Weltkrieg änderte sich abrupt das Anforderungsprofil. Zur Zeit der Weimarer Republik gab es hohen Bedarf zur Ausbildung von Nachwuchs für die sächsischen Universitäten. Deshalb verlieh man 1922 hoheitlich die Erlangung der Hochschulreife an diese Einrichtung. Erstmals wurde die Reifeprüfung (Abitur) für den Zugang zu universitären Bildungseinrichtungen abgelegt. In den Folgejahren änderte man deshalb die Bezeichnung des Hauses in Deutsche Oberschule (D.O.S.). Neben der sprachlichen (Latein, Englisch, Französisch) und naturwissenschaftlichen Ausbildung wurde auch Wert auf eine künstlerische Erziehung in den Fächern Zeichnen und Musik gelegt. Die Oberschule verfügte über ein leistungsfähiges Schulorchester. Rund ein Viertel der Schülerschaft waren damals bereits Mädchen.
Nach der Machtergreifung der Nationalsozialisten wurde die Lehranstalt 1933 in eine Staatliche Deutsche Oberschule für Jungen mit einem zusätzlichen sogenannten Aufbauzug, in dem das Abitur in sechs statt acht Jahren erreicht werden konnte, umgewandelt. In die Aufbauklassen wurden auch Mädchen aufgenommen. Außer dem traditionellen Ausbildungsprofil wurden von nun an auch völkische Lehrziele vermittelt; Heldengedenkfeiern wurden inszeniert. Als im Verlauf des Zweiten Weltkrieges die Zahl der verwundeten Soldaten stark zunahm und Schulen als Hilfslazarette dienten, wurden ab 1942 alle Lehrveranstaltungen in die benachbarte Pestalozzischule und in die innerstädtischen Oberschulen ausgelagert. Das Gebäude an der damaligen Lothringer Straße eignete sich wegen seiner großzügigen Raumgliederung, der Internatsküche und des großen Speisesaals besonders gut als Kriegslazarett. Auch ehemalige Lehrer und Schüler kamen mit ihren Kriegsverwundungen so an ihre alte Wirkungsstätte zurück. Für schulische Zwecke stand danach nur noch der Ostflügel mit den Internatsräumen an der Seminarstraße zur Verfügung. Durch die Einberufung der Geburtsjahrgänge 1927 und 1928 als Luftwaffenhelfer nach Berlin hatte sich die Schülerzahl ab Mitte 1943 stark verringert. Zwei der Luftwaffenhelfer wurden in der Schlacht um Berlin getötet, ein dritter ertrank. 1944 richtete eine Fliegerbombe zwar Schaden an, aber in seiner Grundsubstanz überstand das Gebäude den Zweiten Weltkrieg nahezu unversehrt. Nach dem Krieg wurde die begonnene Zweckentfremdung der Einrichtung teilweise fortgeführt. Bis 1948 waren hier die sowjetische Militärbehörde und das Bezirksschulamt Zwickau-Südwestsachsen untergebracht.

### Erweiterte Oberschule „Käthe Kollwitz“
Bereits 1945 begann in den Räumen der benachbarten Pestalozzischule der Neuanfang mit der parallelen Gründung der Oberschule Nord, die bereits ein Jahr später in Käthe-Kollwitz-Schule umbenannt wurde. 1950 hatte die Einrichtung bereits 250 Schüler. Innerhalb eines Jahrzehnts wuchs die Schülerzahl auf 600 Jungen und Mädchen an. Daraus wurde 1960 die Erweiterte Oberschule (EOS) Käthe Kollwitz. Der Zugang zu höherer Bildung hing in der DDR nicht nur von der Schülerleistung, sondern in besonderem Maße auch von der sozialen Herkunft ab. Vorrang hatten Arbeiterkinder oder Kinder engagierter SED-Genossen.
Im Jahr 1976 beteiligte sich die EOS am Projekt der assoziierten UNESCO-Projektschulen, wobei ab 1982 eine Begrenzung auf 300 Schüler in vierzehn elften und zwölften Abiturklassen durchgesetzt wurde. Aufbauend auf die Ausbildung an den Polytechnischen Oberschulen (POS) der DDR, die mit der zehnten Klasse endete, wurde die zweijährige Abiturausbildung in den Klassen 11 und 12 eingeführt. In der Ausbildung knüpfte man wieder an künstlerische und musische Tradition an.

### Käthe-Kollwitz-Gymnasium
1992 wurde die Bildungseinrichtung entsprechend dem mehrgliedrigen Schulsystem der Bundesrepublik in ein Gymnasium überführt. Die Schülerzahl stieg auf über 900 an, die von 57 Lehrern unterrichtet wurden. 2001 wurde die Abiturausbildung in der Stadt Zwickau wegen des demografischen Wandels konzentriert und zunächst das Pestalozzigymnasium sowie 2003/2004 das Georgengymnasium dem Käthe-Kollwitz-Gymnasium angegliedert. Dadurch unterrichteten 84 Lehrer ca. 1000 Schüler. Im Schuljahr 2021/22 unterrichten 48 Lehrer 513 Schüler, denen 71 neugestaltete Unterrichtsräume zur Verfügung stehen. Bis 2015 war es möglich, dass Erwachsene im Abendgymnasium auf dem zweiten Bildungsweg die allgemeine Hochschulreife erlangen konnten.
Seit 1990 wurde die innere und äußere Bausubstanz mit Fördermitteln des Bundes, des Freistaates Sachsen und der Stadt Zwickau schrittweise saniert. Zum Gymnasium gehören Aula, Bibliothek, Shop, Speisesaal, eine Turnhalle und eine 3-Felder-Turnhalle. Im Jahr 2014 wurde das Gymnasium für die Veranstaltungsreihe Schule im Dialog mit dem Sächsischen Bürgerpreis ausgezeichnet.

## Bekannte Absolventen (Auswahl)
- Peter Brückner (1922–1982), Sozialwissenschaftler
- Arnold Fritzsch (* 1951), Komponist, Sänger, Texter, Produzent
- Annett Illig (* 1968), Sopranistin
- Helmar Meinel (* 1928), Journalist und Satiriker
- Wolfgang Pilz (1927–2005), Mediziner und Hochschullehrer[6]
- Edelbert Richter (1942–2021), Theologe
- Werner Schulz (1950–2022), Politiker (Bündnis 90/Die Grünen)
- Regina Thoss (* 1946), Schlagersängerin